# Distretto di Nyenebo
Il distretto di Nyenebo è un distretto della Liberia facente parte della contea di River Gee.